# Гекльберрі Фінн (фільм, 1931)
«Гекльберрі Фінн» (англ. Huckleberry Finn) — американська дитяча кінокомедія 1931 року, за повістю Марка Твена «Пригоди Гекльберрі Фінна» (1884). Продовження фільму «Том Сойєр», випущеного тією ж компанією роком раніше.

## Сюжет
Фільм досить докладно переповідає оригінальну книгу, хоча деякі важливі сцени опущені, а нові — додані.

## У ролях
- Джекі Куган — Том Сойєр
- Джуніор Даркін — Гекльберрі Фінн
- Міці Грін — Беккі Тетчер
- Джекі Серл — Сід Сойєр
- Кларенс Мьюз — Джим
- Юджин Паллетт — «Герцог»
- Оскар Апфель — «Король»
- Клара Бландік — тітка Поллі
- Джейн Дарвелл — вдова Дуглас